# El ocho

## Argumento
El libro cuenta la historia del ajedrez de Montglane y el ansia de ciertas personas por conseguirlo a lo largo de la historia. Por un lado encontramos a las novicias de la abadía de Montglane: Valentine y Mireille. Ellas, al cierre de la abadía, deberán irse (con varias piezas del ajedrez) con el padrino de una de ellas, Jacques-Louis David. El pintor les presentará a Charles Maurice de Talleyrand-Périgord, quien también conoce la historia del ajedrez. Todo esto en el contexto de la Revolución francesa; personajes históricos como Marat, Robespierre o Catalina la Grande aparecen en esta parte de la historia para ayudar a encontrar (o conseguir) el ajedrez de Montglane.
Por otro lado está Catherine Velis, una mujer que, sin saberlo, se verá envuelta en la búsqueda del ajedrez casi 200 años después de que éste salga de la abadía de Montglane. Así será como, tras una serie de misterios que suceden a su alrededor (asesinatos incluidos) conocerá al misterioso jugador de ajedrez Alexander Solarin, quién le avisará del peligro que corre. No en vano, y «por motivos de trabajo», pondrá rumbo a Argel, donde nadie es quien parece y la historia del ajedrez de Montglane sigue más viva que nunca. Con la ayuda de, entre otros, Lily Rad, deberá encontrar las piezas antes de que caigan en las manos equivocadas. 

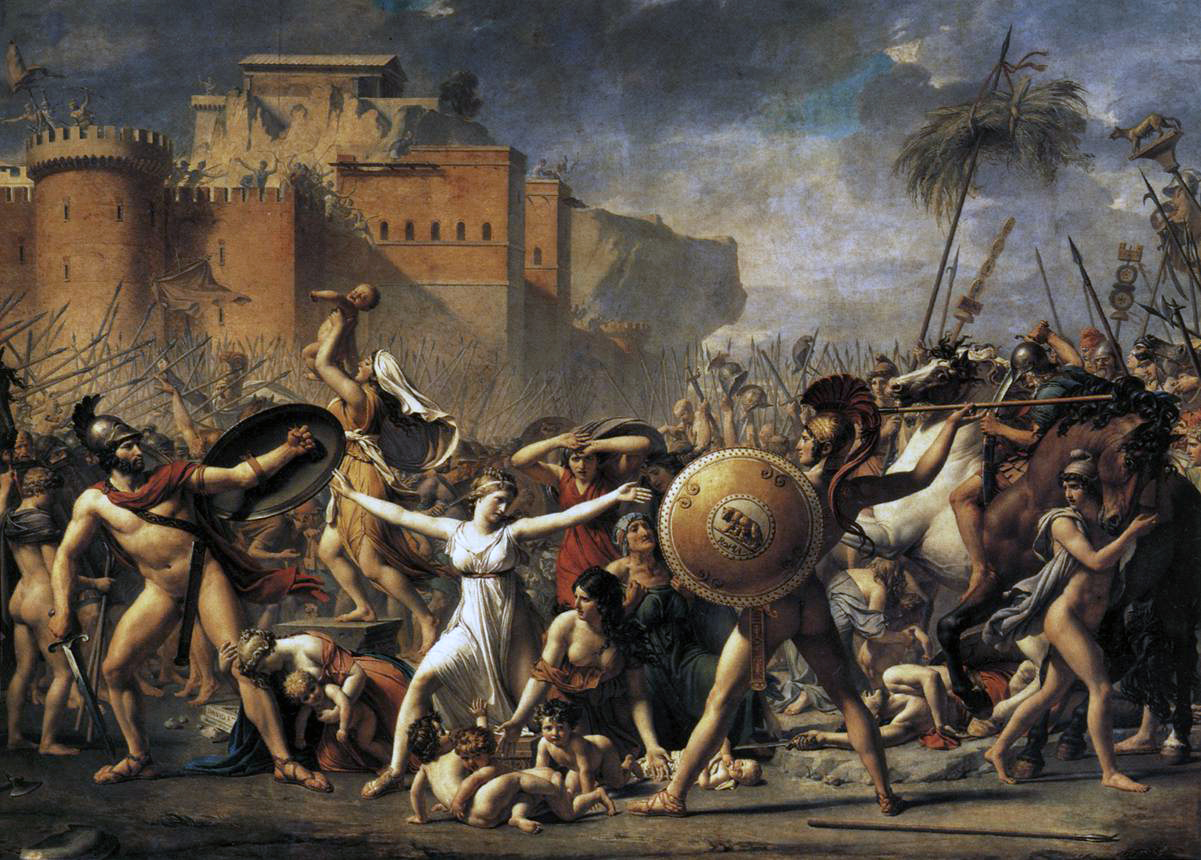
El rapto de las sabinas,1799, por Jacques Louis David, óleo sobre lienzo, 385 x 522 cm, Museo del Louvre, París, óleo descrito en la novela.

## Descripción del Ajedrez de Montglane (Shatranj)
El tablero, forjado exclusivamente en plata y oro, medía un metro entero por cada lado. Las piezas, de metales preciosos afiligranados, estaban tachonadas con rubíes, zafiros, diamantes y esmeraldas sin tallar pero perfectamente lustrados, y algunos alcanzaban el tamaño de huevos de codorniz. Como destellaban y resplandecían a la luz de los faroles del patio, parecían brillar con una luz interior que hipnotizaba a quien los contemplara.
La pieza llamada sha o rey alcanzaba los quince centímetros de altura y representaba a un hombre coronado que montaba a lomos de un elefante. La reina, dama o 'ferz' iba en una silla de manos cerrada y salpicada de piedras preciosas. 
Los alfiles u obispos eran elefantes con las sillas de montar incrustadas de raras gemas y los caballos o caballeros están representados por corceles árabes salvajes; las torres o castillos se llamaban ruji, que en árabe significa carro. Eran grandes camellos que sobre los lomos llevaban sillas semejantes a torres. Los peones eran humildes soldados de infantería de siete centímetros de altura, con pequeñas joyas en lugar de ojos y piedras preciosas que salpican las empuñaduras de sus espadas.
Pág. -22-

## Personajes
- Mireille de Rémy.

- Valentine de Rémy.

- Hélène de Roque - Abadesa de la Orden de Montglane.

- Alexandrine de Forbin - De la Abadía de las Damas.

- Marie-Charlotte Corday - De la Abadía de las Damas.

- Obispo de Autun/Charles Maurice de Talleyrand-Périgord - Presidente de la Asamblea.

- Germaine Necker/Madame de Staël - Dama influyente de la sociedad francesa durante la revolución.

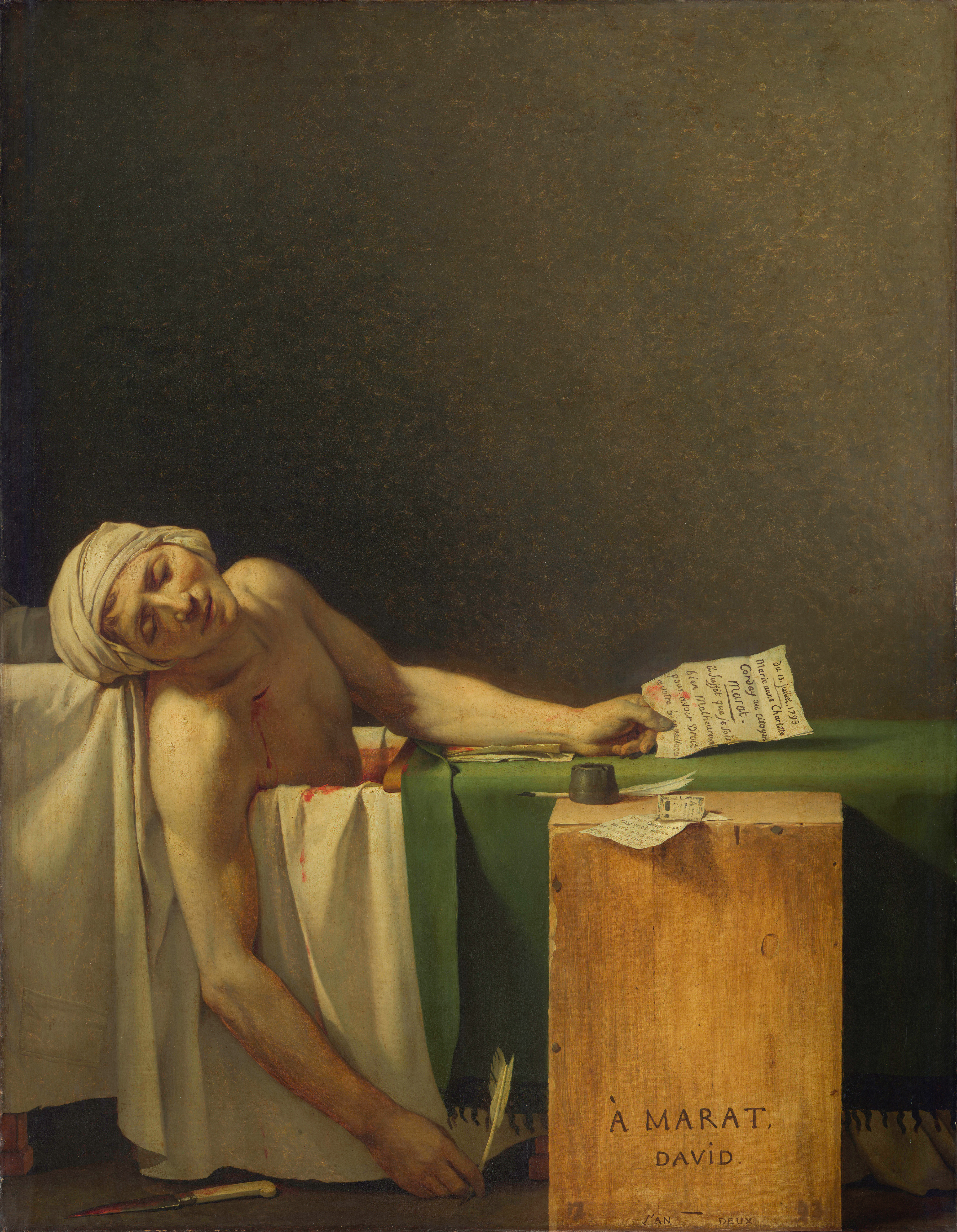
La muerte de Marat (1793), por Jacques Louis David, muerte descrita en la novela.

- Carolus Magnus/Carlomagno - Máximo soberano del Imperio Franco.

- Garin el franco/Garin de Montglane - Soldado del ejército occidental y mejor ajedrecista del reino.

- Jacques Louis David - Pintor, miembro de la Asamblea y tío de Valentine.

- Catalina la Grande/Sofía de Anhalt-Zerbst - Zarina de todas las rusias.

- Pablo I de Rusia -  Zar de Rusia, hijo de Catalina la Grande.

- Alejandro I de Rusia - Zar de Rusia, hijo de Pablo I.

- Jean-Baptiste Joseph Fourier - Matemático y físico francés.

- Eugène Delacroix - Pintor francés.

- Catherine Grand/Noëlle-Catherine Worlée - Viene de la India.

- Leonhard Euler - Matemático.

- Llewellyn - Hermano de Blanche Rad.

- Harry Rad - Empresario de pieles Neoyorquino.

- Blanche Rad - Apellido de soltera, Blanche Regina (jugadora relevante)

- El-Marad - Jugador de origen argelino.

- Lily Rad - Hija de Harry y Blanche Rad, ajedrecista destacada en los Estados Unidos.

- Saul - Chofer de los Rad.

- Catherine Velis - Experta en ordenadores.

- Carioca - Perro de Lily Rad.

- Boswell - Portero de la casa de Catherine Velis.

- Ladislaus Nim - Gran Físico y experto en ordenadores.

- Alexei Solarin - Ajedrecista ruso, considerado uno de los mejores del mundo y experto en Acústica.

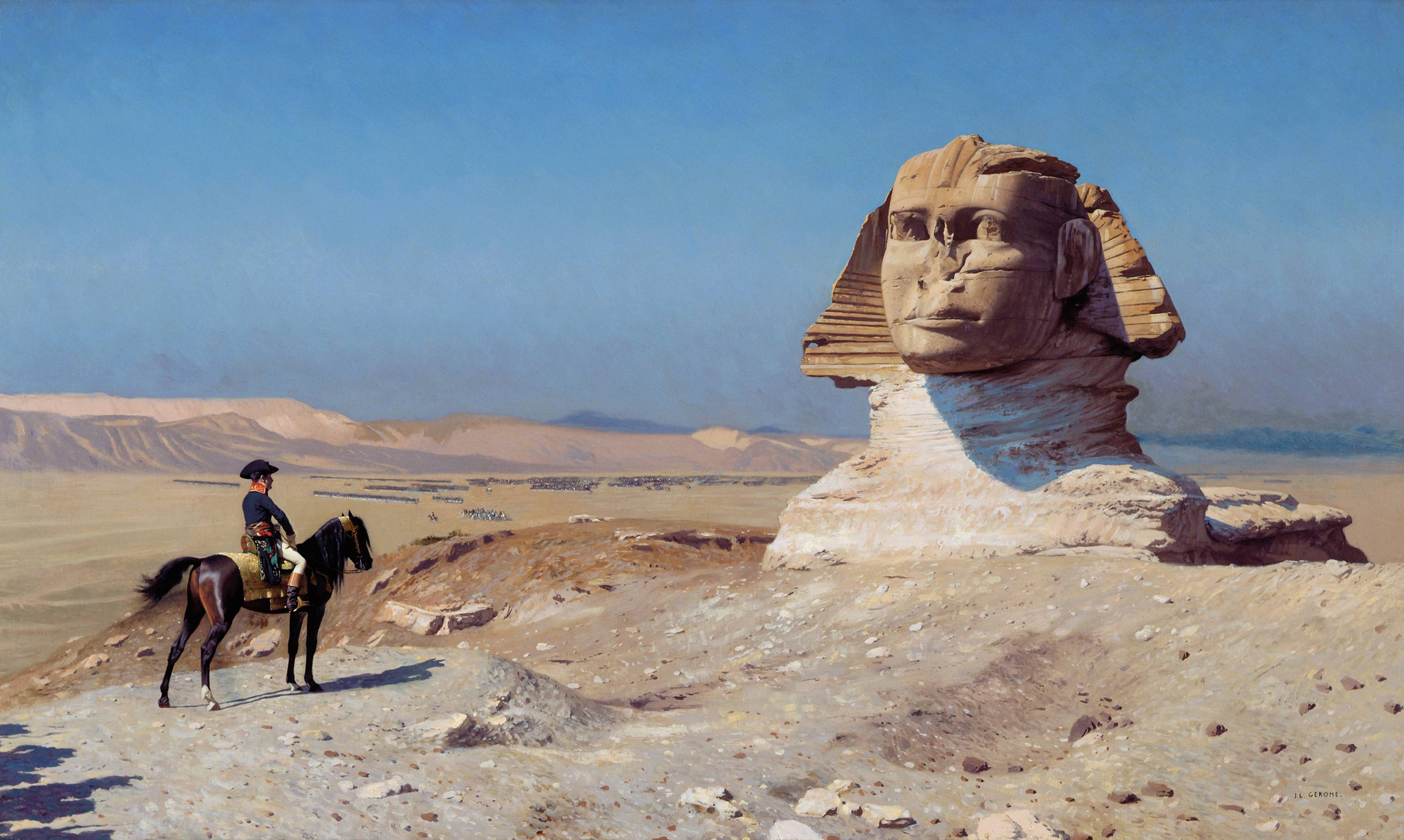
Bonaparte ante la esfinge, de Jean-Léon Gérôme, c. 1868. La expedición de Napoleón a Egipto también aparece en la novela.

- John Hermanold - Patrocinador del Torneo de ajedrez Hermanold.

- Antony Fiske - Gran Maestro de ajedrez Británico.

- André Philidor - Padre del ajedrez moderno y compositor de ópera.

- Letizia Ramolino Bonaparte

- Napoleón Bonaparte

- Elisa Bonaparte

- Emile Kamel Kader

- Jean Paul Marat - Miembro de la Asamblea.

- Benedict Arnold - Brigadier general del ejército británico.

- William Blake - Poeta y pintor inglés.

- William Wordsworth - Poeta romántico inglés.

- James Boswell - Escritor escocés.

- Houari Boumédiène - Presidente argelino.

- Faisal bin Abdelaziz - Rey de Arabia saudí.

- Muammar al-Gaddafi - Militar libio.